# Ventaja absoluta

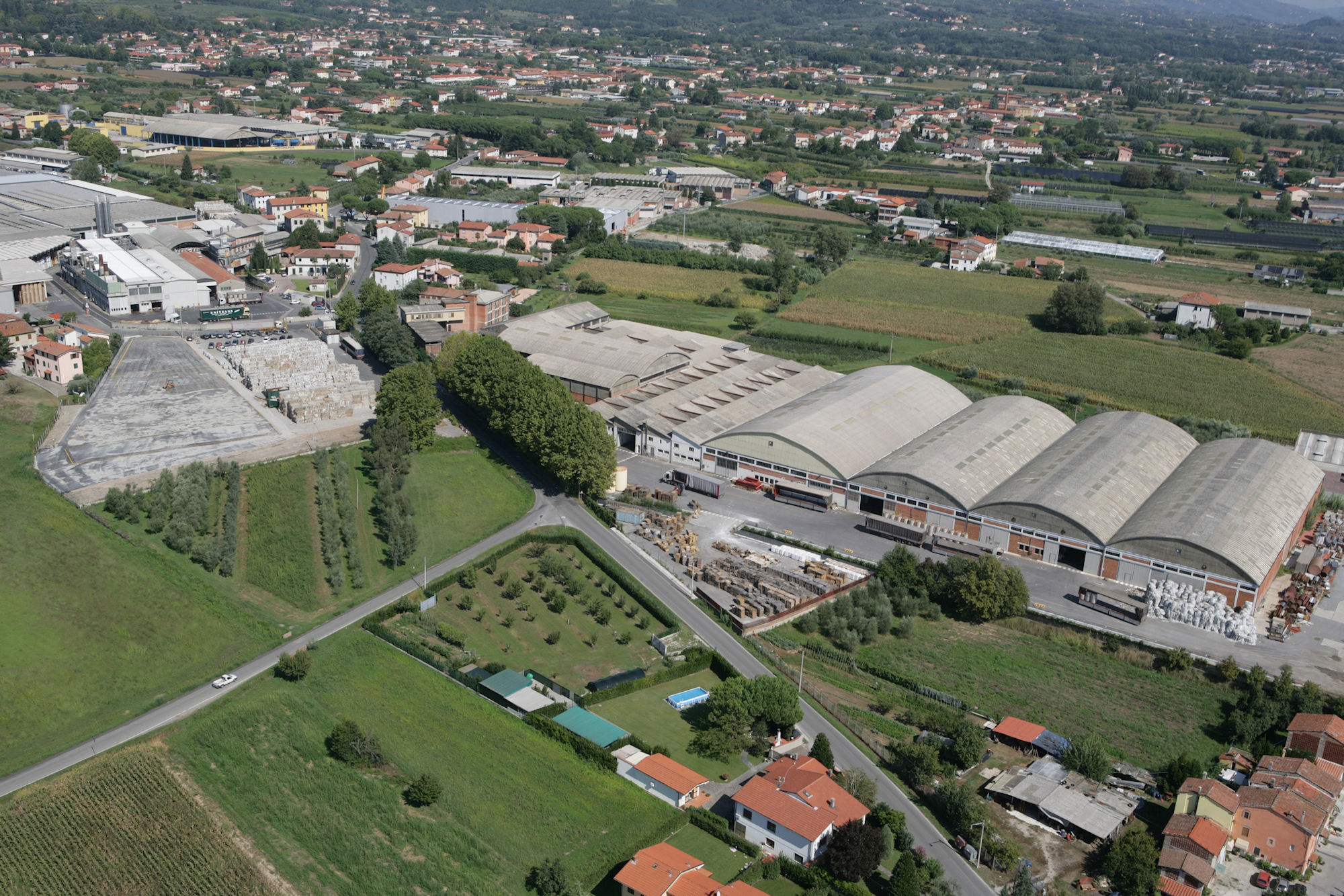
Industria Cartaria Pieretti. La ventaja dependerá de cuanto capital se invierta en investigación y tecnología de punta, entre otros factores

La ventaja absoluta es un concepto desarrollado por Adam Smith (1723-1790) en su obra La riqueza de las naciones (1776), para poder explicar los flujos de comercio de bienes entre países. La ventaja absoluta es la cualidad que tiene un país para producir cierto producto usando menor insumo que algún otro productor, es decir, que la ventaja absoluta está presente cuando algo o alguien es el mejor desarrollando dicha actividad o fabricando cierto bien a un costo menor al que lo producen los demás. 
El término es utilizado al comparar la productividad de una persona, una empresa o una nación con la otra, por ejemplo: si una persona cuenta con mejor tecnología, más tiempo, más capital o mejores habilidades que otra para producir algún producto eso significa que tiene la ventaja absoluta de dicho producto. Los beneficios en el comercio surgen a partir de las ventajas comparativas así que las personas pueden obtener benéficos comerciales gracias a la ventaja comparativa.
Cuando se habla de ventaja absoluta se entiende cuando un país trata de importar aquellos productos que no fabrica o fabrica en desventaja,respecto a otros y tratara de exportar aquellos en los que cuenta con ventajas.
Esta ventaja con relación a otro país, se da cuando se usa menos recursos para producir que los que usa el otro, cuestiones como puede ser el clima, la productividad de la tierra etcétera, pero el proceso de especialización productiva de los países ayudara al desarrollo de ventajas comparativas al aplicarse al producto en el que sean más eficientes y que le permita ser más competitivo.
Por ejemplo: si el país A produce alimentos por 5 euros y ropa por 6 euros, mientras que el país B se dedica a la producción de alimentos por 10 y de ropa por 12, no existiría comercio entre ellos según la teoría de la ventaja absoluta. Esto sucedería debido a que el país A tiene ventaja absoluta en ambos productos y no estaría interesado en adquirir ninguno al país B.

## Países de mayor ventaja absoluta
Se ha hablado acerca de que la ventaja absoluta es la facilidad o accesibilidad que tienen ciertas naciones para producir tal o cual producto. Esto se ve reflejado en las exportaciones, debido a que todos buscaran comprar a los precios más competitivos, los países con mayor ventaja competitiva venderán más producto, tanto en el interior como al extranjero. A continuación se presenta un listado con los 14 países de mayor exportación en el mundo:
1. China
2. Estados Unidos
3. Alemania
4. Japón
5. Países Bajos
6. Francia
7. Corea
8. Reino Unido
9. Rusia
10. Italia
11. Bélgica
12. Canadá
13. Singapur
14. México

## Coste de Oportunidad
Por otro lado, la teoría de la ventaja comparativa que fue desarrollada por David Ricardo hace referencia a que incluso si un país no posee ventaja absoluta puede tener ventaja comparativa y por lo tanto el comercio tendrá su lugar. Mientras que la ventaja absoluta implica que uno de los países sea mejor en la producción de un bien, así la ventaja comparativa hace referencia al coste de oportunidad que existe para un país en el que su producción de un determinado bien no tendrá la necesidad de producir otro.

## Diferencias entre las ventajas comparativa y absoluta
Una ventaja absoluta significa que una nación puede producir un producto específico de manera más eficiente, mientras que una ventaja comparativa significa que las naciones sacrifican menos de otros productos cuando se produce ese producto específico. A pesar de esto, la ventaja comparativa es más importante que la ventaja absoluta porque las naciones lo utilizan para decidir sobre sus especialidades, y esto se debe basar en la producción sobre los resultados de las ventajas comparativas en mejores combinaciones de productos, incluso sin el comercio internacional. En cuanto a la especialización, la ventaja comparativa es el factor clave, mientras que la ventaja absoluta no es importante.
Es posible que se tenga ventaja absoluta sobre varios bienes, pero no se puede tener ventaja comparativa para ambos bienes, ya que el costo de oportunidad de un bien es el inverso del costo de oportunidad del otro bien. David Ricardo concluye con esta teoría que cuando las personas se especializan en producir aquel bien en el que tienen ventaja comparativa, el total de la producción de la economía se incrementa mejorando el bienestar de todos. Es importante destacar que para que la especialización y el comercio tengan beneficios, el precio al que se comercia no debe estar por encima de sus costos de oportunidad.